# Take 6
Take 6, är en professionell kristen vokalgrupp (sextett) från Alabama, USA. 
Take 6 har spelat in sånger med bland andra Ray Charles, Queen Latifah och Stevie Wonder. Den är en av de första vokalgrupper som lade in beatbox och använde kroppen för att framkalla olika ljud. Take 6 var banbrytande inom a cappella-musiken.
Take 6 har gjort flera konserter i Sverige och den senaste var hösten 2008 på Stockholms konserthus.
Take 6 sjunger främst kristna sånger. 

## Diskografi
- Take 6 Doo Be Doo Wop Bop (1988)
- So Much 2 Say (1990)
- He is Christmas (1991)
- Join the Band (1994)
- Best of Take 6 (1995)
- Brothers (1996)
- So Cool (1998)
- Greatest Hits (1999)
- We Wish You a Merry Christmas (1999)
- Tonight: Live (2000)
- Best of Take 6 (2000)
- Beautiful World (2002)
- Feels Good (2006)
- The Standard (2008)
- The Most Wonderful Time of the Year (2010)